# Nitruro de indio

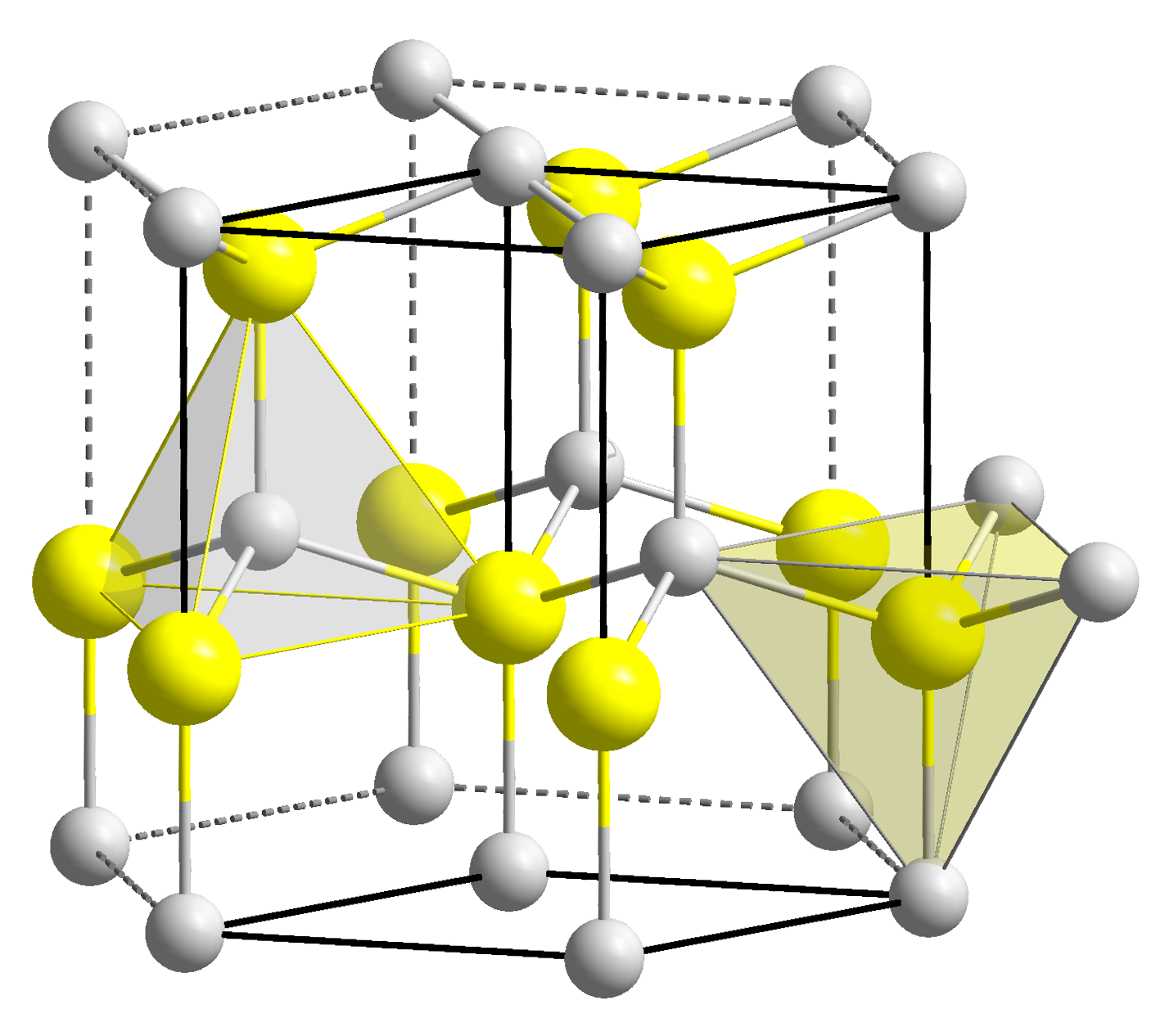
Estructura cristalina del nitruro de indio, que coincide con la de la wurtzita

El nitruro de indio (InN) es un material semiconductor con una pequeña banda prohibida que lo hace potencialmente útil para aplicaciones en células fotoeléctricas y electrónica de alta velocidad La banda prohibida del InN ha sido ahora establecida como ~0.7 eV pero depende de la temperatura (el valor anterior es 1.97 eV).
La masa efectiva del electrón ha sido recientemente determinada usando mediciones con altos campos magnéticos
 como m*=0.055 m0. En aleación con el nitruro de galio (GaN) forma el sistema ternario nitruro de galio-indio (InGaN) que tiene una banda prohibida directa desde el intervalo infrarrojo (0.65eV) hasta el ultravioleta (3.4eV)